# Max Slevogt

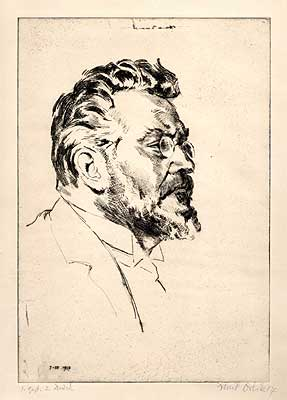
Max Slevogt, 1917 ets van Emil Orlik

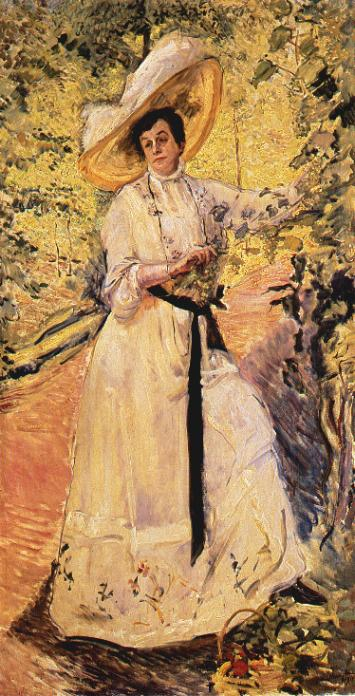
Nini am Weinspalier, 1911

Franz Theodor Max Slevogt (Landshut, 8 oktober 1868 – Leinsweiler, 20 september 1932) was een Duitse impressionistische schilder en illustrator.
Hij was, met Lovis Corinth en Max Liebermann, een van de belangrijke vertegenwoordigers van het Duitse Impressionisme. Hij is het bekendst geworden met zijn en plein air geschilderde landschappen.

## Levensloop
Max Slevogt groeide, na de dood van zijn vader in 1870, op in Würzburg. Tijdens zijn schooljaren bezocht hij de familie Finkler op Neukastel in het Paltserwoud.
Van 1885 tot 1889 studeerde Slevogt aan de kunstacademie van München. In deze periode ontstonden zijn eerste landschappen in Neukastel. Zijn vroege schilderijen zijn somber en donker van toon, naar de destijds gangbare stijl in München. In 1889 bezocht hij in Parijs de Académie Julian. Hij maakte in 1890 met een vriend een eerste reis naar Italië en vestigde zich na terugkeer als vrij kunstenaar. Zijn schildervoorbeelden waren Wilhelm Leibl en Arnold Böcklin. In 1896 was hij als illustrator verbonden aan de bladen Simplicissimus en Die Jugend, waarvoor hij karikaturen maakte. Het jaar daarop had hij zijn eerste solo-expositie in Wenen. 

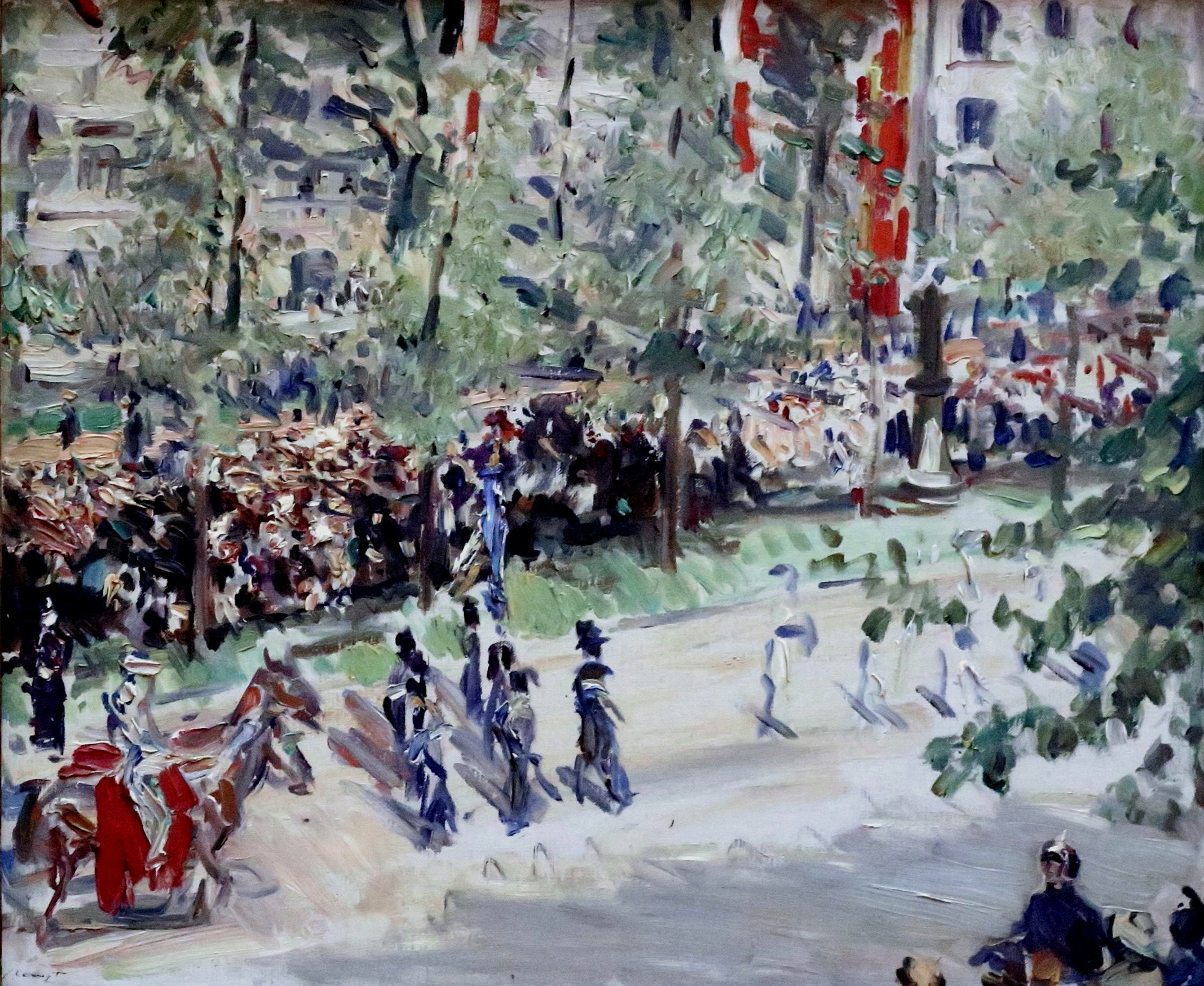
Parade, 1913

In 1898 huwde Slevogt Antonie Finkler (Nini), die hij vaak als motief in zijn schilderijen zou gebruiken. In hetzelfde jaar bezocht hij de Rembrandt-tentoonstelling in Amsterdam. Tegen het einde van de jaren negentig werden zijn kleuren lichter. In het jaar 1900 reisde hij weer naar Parijs, waar zijn werk Scheherezade werd getoond in het Duitse paviljoen op de  Wereldtentoonstelling. Hij was zeer onder de indruk van het werk van Édouard Manet. In 1901 meldde hij zich samen met Lovis Corinth aan als lid van de Berliner Sezession. 
Een tocht naar Egypte in 1914 resulteerde in 21 schilderijen en talloze aquarellen en tekeningen. Op de terugreis bezocht hij ook Italië. Na het uitbreken van de Eerste Wereldoorlog werd hij als oorlogsschilder naar het westelijke front gezonden. De oorlogservaringen brachten een zoektocht naar een nieuwe stijl teweeg om de verschrikkingen van de oorlog te kunnen vastleggen. In hetzelfde jaar werd hij lid van de Akademie der Künste in Berlijn.
Hij ontwierp de enscenering voor een uitvoering van Mozarts Don Giovanni in de Staatsopera van Dresden in 1924. In 1929 werd een grote expositie gehouden in Berlijn ter gelegenheid van zijn zestigste verjaardag. In het laatste jaar voor zijn dood werkte hij aan een religieus werk, de muurschildering Golgotha in de Vredeskerk in Ludwigshafen am Rhein. Het werk ging in de Tweede Wereldoorlog bij een bomaanval verloren.
Max Slevogt stierf in Leisweiler in de deelstaat Rijnland-Palts in 1932. Hij werd begraven in het familiegraf van de familie Finkler, op de Slevogthof Neukastel in het Paltserwoud.